# آر. نيلز ماركوارت
آر. نيلز ماركوارت (بالإنجليزية: R. Niels Marquardt)‏ هو دبلوماسي أمريكي، ولد في 1953 في سان دييغو في الولايات المتحدة.

## وصلات خارجية
- آر. نيلز ماركوارت على موقع إن إن دي بي (الإنجليزية)